# Nils Petter Petersson
Nils Petter Petersson, född 18 oktober 1825 i Böda socken, Öland, död 28 april 1880 i Stockholm, var en svensk orgelbyggare.
Pettersson lärde sig troligtvis bygga orglar av sin far, orgelbyggaren Sven Petter Pettersson. Han reparerade orglar på 1850-talet och 1860-talet.

## Biografi
Pettersson föddes 18 oktober 1825 på Bocketorp 2 i Böda. Han var son till instrumentmakaren Sven Petter Pettersson och Ulrica Magdalena Hultin. 1844 flyttar de till Sjonhem på Gotland.
Pettersson flyttade 1851 till Visby Pettersson flyttade 1854 till Prästgården i Vamlingbo, Gotland. 1856 flyttade familjen till Torslunda. 1857 flyttade familjen till Kalmar. 1858 flyttade familjen tillbaka till Prästgården i Vamlingbo, Gotland. 1859 flyttade familjen till Visby. 1873 flyttade familjen till Stockholm.

### Familj
Pettersson gifte sig 1851 med Anna Helena Hägg (1826–1899). De fick tillsammans barnen Anna Charlotta Helena (1852–1853), Nils Adolf Hjalmar (född 1853), Per Edvard Alexander (född 1855), Hulda Alma Elisabeth (1856–1860), Emma Helena Augusta (1857–1938), Ida Charlotta Ulrika Victoria (1859–1938), Helena Elisabeth (1861–1928), Oscar Carl Christopher (född 1862), Eugenia Anna Mathilda (1864–1948), Sofia Cecilia Catharina (1866–1939), Gustaf Hägg (1867–1925) och Otto (född 1869).

## Lista över orglar
| År   | Ursprunglig kyrka  | Stift | Bild        | Manualer | Pedal        | Stämmor | Bevarad orgel/fasad | Övrigt |
| ---- | ------------------ | ----- | ----------- | -------- | ------------ | ------- | ------------------- | --- |
| 1852 | Egby kyrka         | Växjö |             | 1        | Bihängd      | 7       | Ja/Ja               | Påbörjad av fadern Sven Petter Pettersson. Orgeln renoverades 1958 av Smedmans Orgelbyggeri, Lidköping. Då togs trumpet 8' bort. Orgeln renoverades 1988 av Ålems Orgelverkstad AB, Ålem. Vid renoveringen återinsattes trumpet 8'. |
| 1853 | Mörbylånga kyrka   | Växjö |             |          |              | 8       | Nej/Nej             | En ny orgel byggdes 1911 av Johannes Magnusson, Göteborg. |
| 1854 | Räpplinge kyrka    | Växjö | Räpplinge14 |          |              | 6       | Nej/Ja              | Orgeln invigdes tredje söndagen i advent 1854. En ny orgel byggdes 1920 av Olof Hammarberg, Göteborg. |
| 1856 | Runstens kyrka     | Växjö |             | 2        | Självständig | 13      | Nej/Ja              | Orgeln invigdes söndagen den 26 oktober 1856. En ny orgel byggdes 1935 av Olof Hammarberg, Göteborg. |
| 1859 | Öja kyrka, Gotland | Visby |             |          |              |         |                     | |
| 1865 | Martebo kyrka      | Visby |             |          |              |         |                     | Ett orgelmelodium. |

### Renoveringar
| År   | Ursprunglig kyrka  | Stift | Bild | Manualer | Pedal   | Stämmor | Bevarad orgel/fasad | Övrigt |
| ---- | ------------------ | ----- | ---- | -------- | ------- | ------- | ------------------- | --- |
| 1863 | Bro kyrka, Gotland | Visby |      | 1        | Bihängd | 7       | Ja/Ja               | Orgeln byggdes 1839 av Sven Petter Pettersson, Visby. Orgeln renoverades 1863 av Nils Petter Petersson, Visby, 1954 av Th Frobenius & Sönner, Lyngby, Danmark och 1985 av Finn Krohn's Orgelbyggeri, Fredensborg, Danmark. |

## Gesäller
- 1856–1862 - Carl Johan Hamberg (född 1825), var gesäll.
- 1860–1864 - Jonas Fredrik Olsson Sellander (född 1839), var gesäll.